# 今谷鐵柱
今谷鐵柱是日本漫畫家。

## 作品
- 考試之星、全4冊、原名
- 原名
- 原名
- 原名
- 原名

原著：桂望實
- 縣廳之星、全4冊、原名《県庁の星（日语：県庁の星）》

## 外部連結
- （日語）